# Geaya parallela
Geaya parallela is een hooiwagen uit de familie Sclerosomatidae.